# 캐딜락 XT6
캐딜락 XT6 (Cadillac  XT6)는 제너럴 모터스 캐딜락 사업부에서 출시한 준대형 고급 스포츠 유틸리티 자동차(SUV)이다.

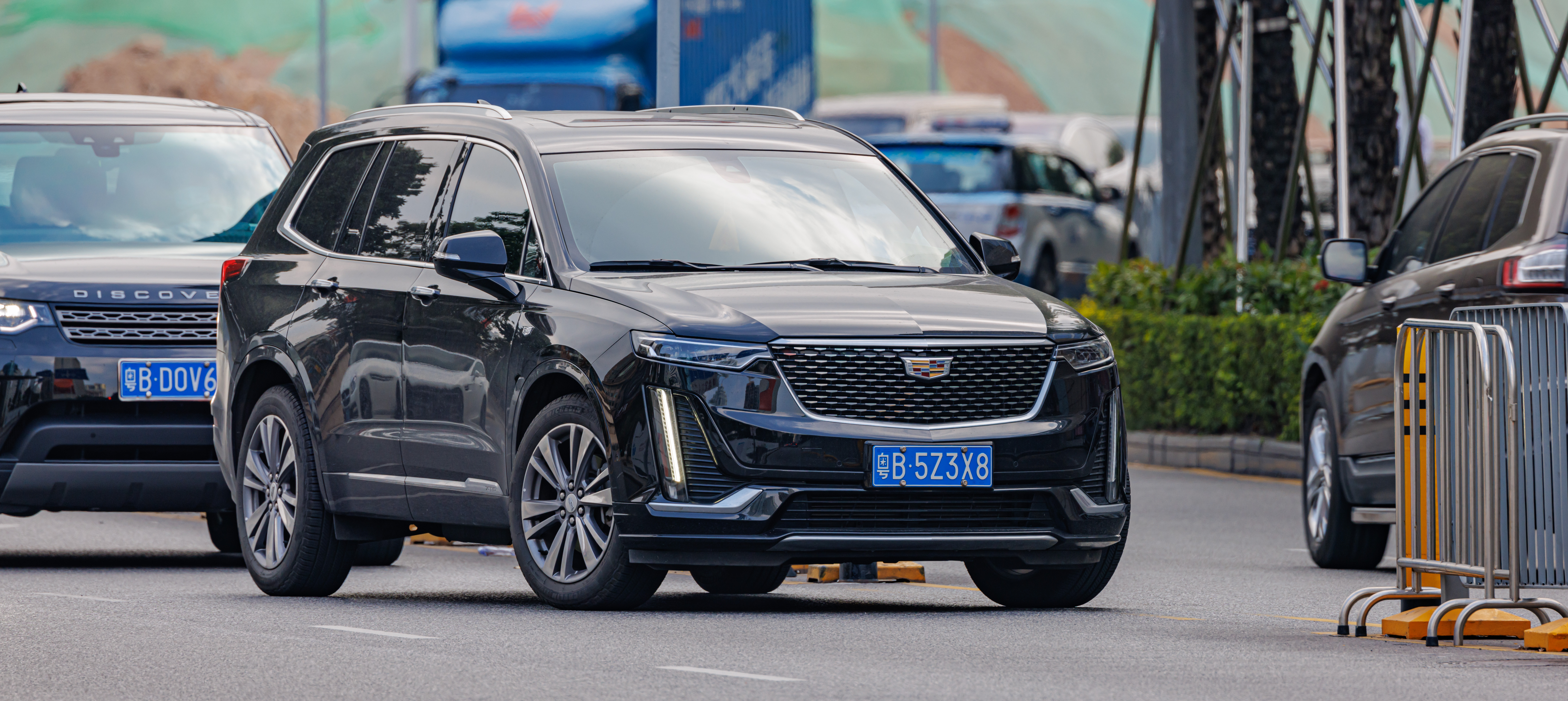
캐딜락 XT6 중국 사양

## 판매량
| 연도 | 미국   | 중국  |
| ---- | ------ | ----- |
| 2019 | 11,559 | 5,795 |

## 경쟁 차량
- 벤츠 - GLE
- BMW - X5
- 제네시스 - GV80
- 아우디 - Q7
- 렉서스 - LX
- 링컨 - 에비에이터